# Gymnázium Mojmírovo náměstí
Gymnázium Mojmírovo náměstí je soukromé všeobecné gymnázium sídlící v Brně-Králově Poli na adrese Mojmírovo náměstí 10. Funguje od roku 1991 s přestávkou mezi lety 1999 a 2002. Ve výuce je kladen důraz na společenskovědní předměty,[zdroj?] hlavním vzdělávacím cílem je všeobecná příprava ke studiu na vysoké škole. Při škole je zřízena šestičlenná Školská rada. Dvě místa v radě jsou volena z řad rodičů a zletilých studentů.[zdroj?]

## Historie
V roce 1991 byla zahájena činnost gymnázia, které postupně neslo názvy Soukromé gymnázium, Soukromé humanitní gymnázium a posléze Akademické gymnázium. V roce 1999 gymnázium přerušilo svoji činnost, obnovilo ji r. 2002 pod názvem Gymnázium Hády v budově ZŠ Horníkova. V roce 2003 Gymnázium Hády získalo akreditaci k otevření nového oboru: gymnázium – tělesná výchova. Od tohoto roku byly na gymnáziu v ročníku zpravidla dvě třídy – tělovýchovná a všeobecná s posílenou výukou společenských věd. V roce 2006 složili maturitní zkoušku první žáci Gymnázia Hády. V roce 2008 se škola stala fakultní školou FSpS MU. Po přestěhování do své původní budovy r. 2016 přijalo název Gymnázium Mojmírovo náměstí.

## Výběr absolventů Akademického gymnázia
- Jan Budař - český herec, režisér, hudebník a scenárista
- Marek Cpin - výtvarník scény a kostýmů
- Helena Dvořáková - česká herečka a držitelka Ceny Thálie
- Jana Janěková ml.- česká filmová a divadelní herečka
- Jan Kluka -  hudebník, hráč na bicí nástroje, instrumentalista, zpěvák, hudební dramaturg
- Jan Mikulášek - český divadelní režisér
- Lenka Nová - zpěvačka a herečka
- Michal Pink - docent na FSS, katedra politologie
- Radim Polčák - prorektor pro legislativu, informační technologie a korporátní vztahy na MU
- Pavel Řehořík - producent, vydavatel a režisér
- Petr Štědroň - dramaturg, ředitel Divadla Na zábradlí
- Dora Viceníková - dramaturgyně, umělecký šéf Divadla Na Zábradlí

## Výběr absolventů Gymnázia Hády
- Jiří Hochmann – dráhový cyklista. 2003 - 2× bronz z mistrovství Evropy v Moskvě, 2× Mistr Evropy z roku 2010/2012 (s Martinem Bláhou)
- Jakub Hajtmar – baseballový hráč hrající za Draky Brno, několikanásobný Mistr ČR
- Lucie Šafářová – pětinásobná vítězka ve Fed Cupu, vítězka čtyřhry na Australian Open, French Open a US Open; maturovala v září 2007[1]
- Aleš Kněžínek – český profesionální hráč počítačových her,  první Čech, jenž se dostal do European League of Legends Championship Series (EU LCS)[2]
- Tomáš Dujsík – lední hokejista za HC Kometa Brno